# 農民戰爭 (1798年)

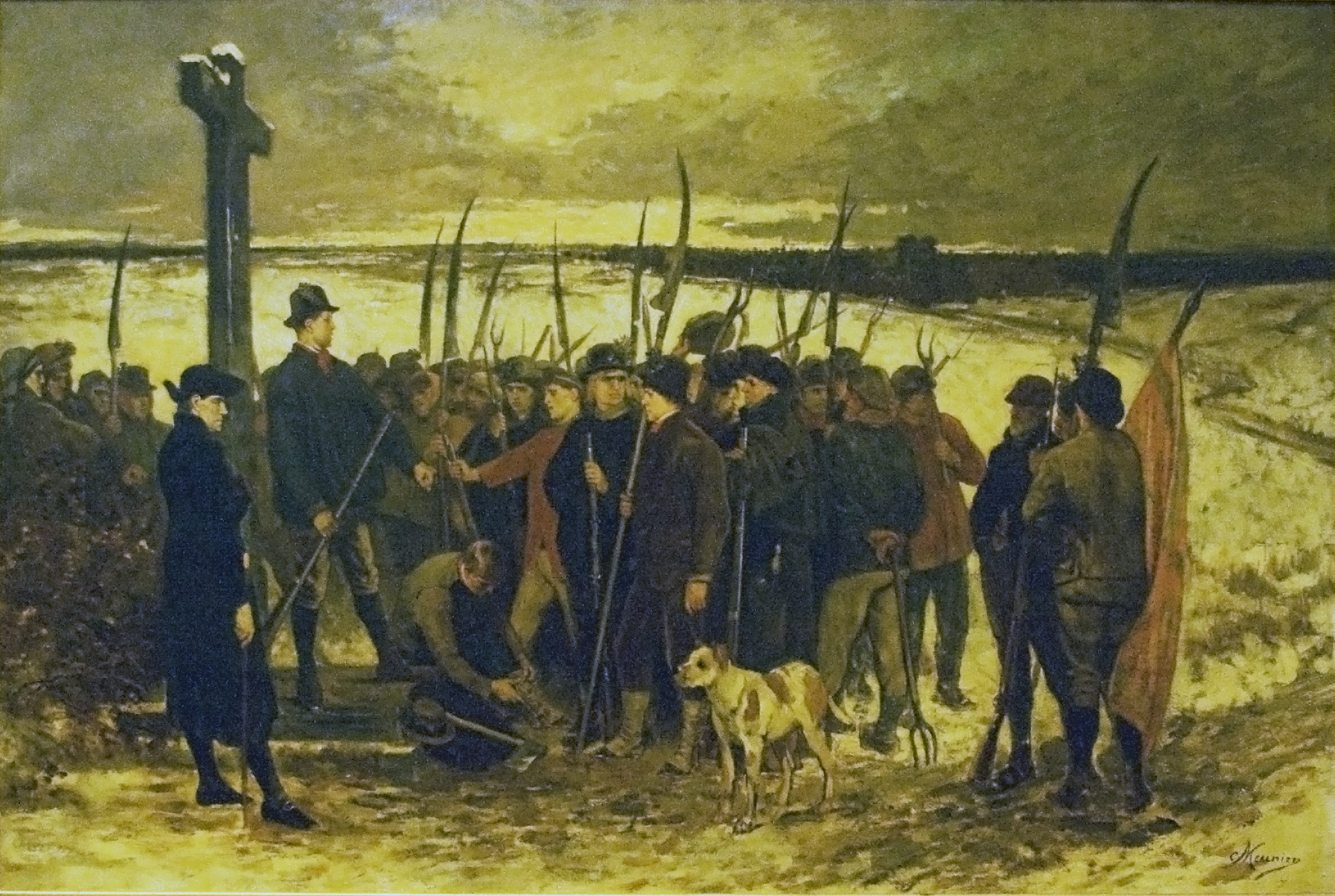
農民戰爭

農民戰爭，是1798年南尼德蘭農民反對法國佔領者的戰爭，由10月12日持續至12月5日。該地區現在包括比利時、盧森堡等低地國和德國的部分地區。法國於1795年吞併了該地區，在1797年法國與奧地利簽訂坎波福爾米奧條約後，該地區的控制權正式割讓給法國。起義被認為是法國大革命戰爭的一部分。

## 源由
南尼德蘭被法國吞併后，法國革命派開始實施他們對天主教會的政策。要求神父宣誓效忠國家。拒絕這種宣誓的神父被認為是國家的敵人，可以被免職。此外，在1798年初，法國五百人院通過了一項要求義務兵役的法律。該法律下令在所有法國領土徵召20至25歲的男性。全民徵兵是一項創新，遭到了被迫服役的男人的憤怒。

## 地區

### 佛蘭德斯
農民戰爭期間的大部分衝突發生在佛蘭德斯（Lys和斯海尔德省）和布拉班特（Deux-Nèthes和 Dyle省）。它被稱為Boerenkrijg，被一些歷史學家稱為比利時的民族起義，表明比利時渴望獨立。
在佛蘭德斯，起義在某種程度上是有組織的，人們向英國和普魯士等外國尋求援助。革命始於1798年10月12日，農民在奧弗米爾拿起武器對抗法國人。最初，叛亂取得了一些成功。然而，不到兩個月後，即12月5日在哈塞爾特被鎮壓，因為農民缺乏適當的武器和訓練。估計有5,000至10,000人在起義中喪生。此外，170名叛亂領導人被處決。

### 盧森堡
在盧森堡，起義被稱為Klëppelkrich，迅速蔓延，吞噬了西埃菲爾的大部分地區。盧森堡的主要戰鬥者是農民，中產階級和上層階層階級並沒有被驅使起義，因為法國大革命帶來的反教權主義和現代化對他們有好處。
由於缺乏中產階級的財政支持和適當的軍事訓練，農民很快就被法國人佔領軍鎮壓了；94名叛亂分子受到審判，其中42人被處決。